# Фокинский дворец
Фокинский дворец (Дворец культуры железнодорожников) — районный дворец культуры в Брянске, один из главных культурных центров города, достопримечательность Фокинского района.

## История
Ведёт историю с 1894 года, когда местом культурного досуга стала церковь и церковно-приходская школа, известная среди жителей как «Церковка». Современный дворец по проекту члена-корреспондента Академии Архитектуры архитектора Я. А. Корнфельда построен в 1947—1955 году. Эскиз оформления фасадов разработан им в 1949 году. В плане дворца был предусмотрен дворцовый парк.
После сдачи дворца и парка в эксплуатацию они были переданы Московской железной дороге и в связи с этим получили наименование в честь железнодорожников — дворец стал называться районным дворцом культуры железнодорожников при станции Брянск-2, а парк стал парком культуры и отдыха железнодорожников.
В 1970-е годы прошёл первый этап реконструкции в парке и дворце. В 1990-х годах был установлен детский городок и игровая зона.
1 апреля 1999 года дворец был передан на баланс ГУ «ДК железнодорожников Московской железной дороги в г. Брянске». В начале 2000-х годов парк перешёл из владения РЖД во владение города Брянска. В декабре 2020 года по решению совета директоров ОАО «РЖД» ДК также было безвозмездно передано в собственность Брянска. В 2021 году ГУ переименовано в Муниципальное бюджетное учреждение культуры «Городской дворец культуры железнодорожников» г. Брянска.
В 2022—2024 годах была проведена реставрации здания, дворец обзавёлся элементами из уральского мрамора, плитами разных форм и размеров облицевали ступени, входные группы, цоколь здания.

## Архитектура

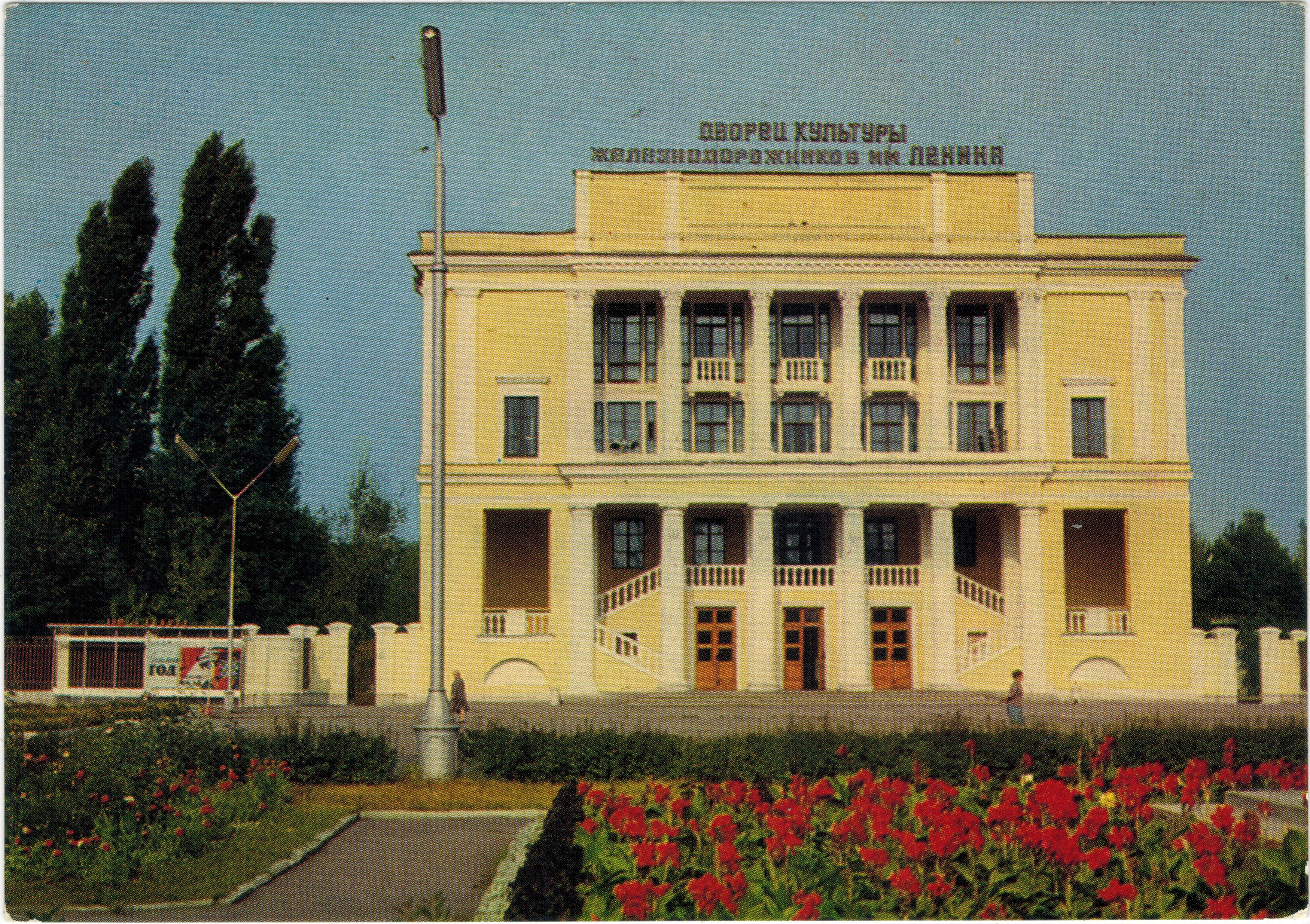
Почтовая открытка ДК железнодорожников. Фото В. Алексеева, 1974

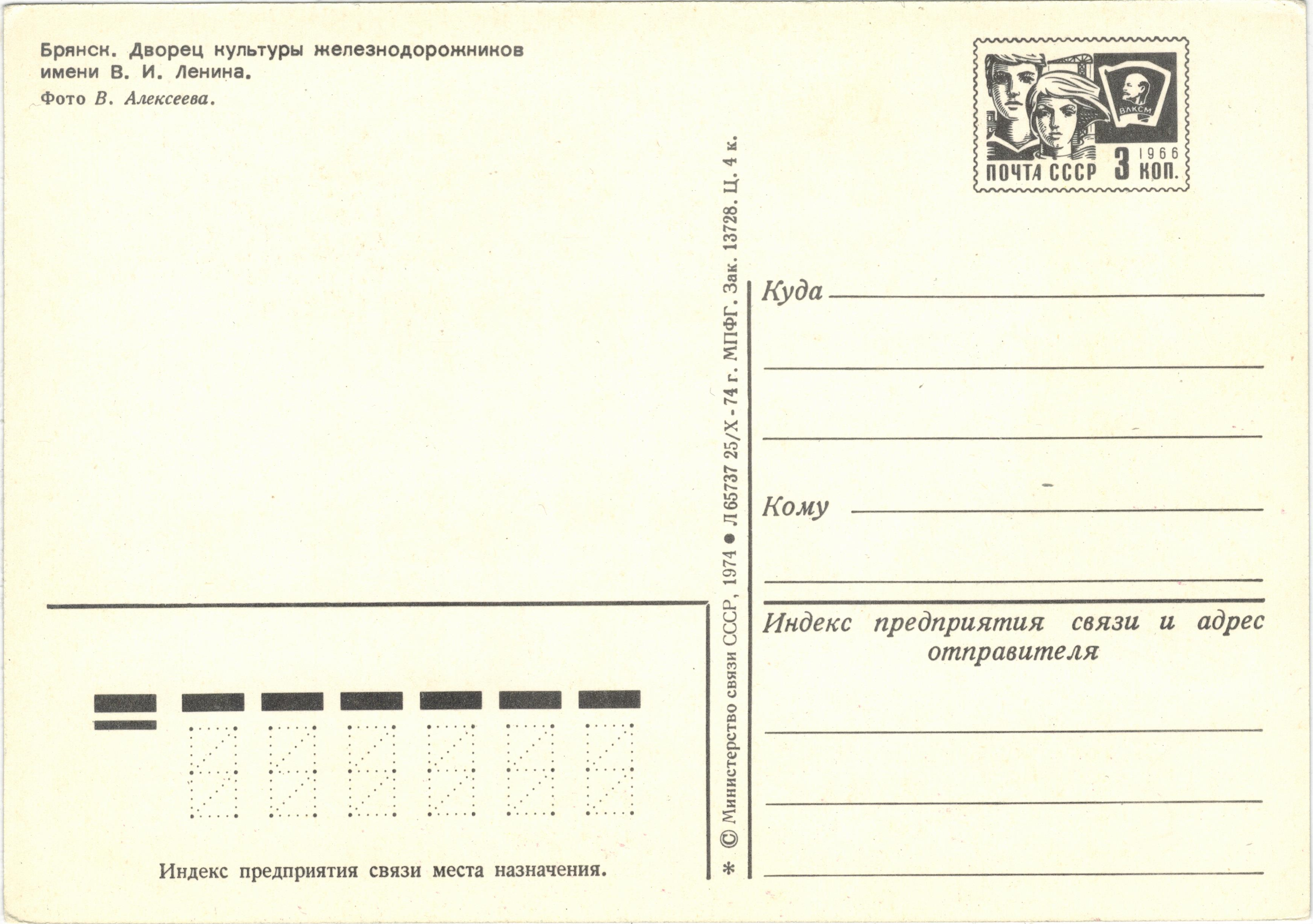
Почтовая открытка ДК железнодорожников. Фото В. Алексеева, 1974, (оборотная сторона)

Фокинский Дворец представляет собой четырехэтажное здание объемом 37 тысяч м³, выполненное в архитектурном стиле неоклассицизм.
В проекте главного фасада была предусмотрена колоннада в два этажа с открытыми лестницами, балконами и либо акротериями, либо нишами по бокам от входной группы с двухъярусной колоннадой, однако при строительстве от последних пришлось отказаться.
Стоимость строительства составила более 6 миллионов рублей.
Дворец имеет залы:
- главный зрительный зал на 480 мест;
- малый зрительный зал на 280 мест;
- спортивный зал на 100 мест;
- зал для торжественных приемов на 150 мест;

Северный фасад Дворца оформляет арка со сценой летней эстрады для 700 зрителей.
В дворце в разные годы проводились торжественные собрания, концерты, спектакли, тематические вечера, фестивали, смотры, конкурсы, спортивные первенства и пр.

## Труппа

### Основные коллективы
- ансамбль казачьей песни «Вольница»;
- хор ветеранов;
- театр танца «Имидж».

### Новые[неизвестный термин]коллективы
- казачий хор;
- спортивно-танцевальная школа;
- образцовая фольклорная студия «Зарянка»;
- детский фольклорный ансамбль «Задоринки»;
- танцевально-спортивный клуб бального танца «Капельки»;
- цирковая студия;
- молодежная студия современного искусства «Новая волна»;
- шоу-группа «Альянс»;
- школа раннего развития «Эрудит»;
- мастерская декоративно-прикладного творчества.

## Фестивали
18 апреля 2023 года во дворце состоялся 31-й международный фестиваль современного искусства имени Николая Рославца и Наума Габо.

## Ссылка
- Дворец культуры железнодорожников
- История парка культуры и отдыха железнодорожников
- История Фокинского района города Брянска